# Vera Farmiga

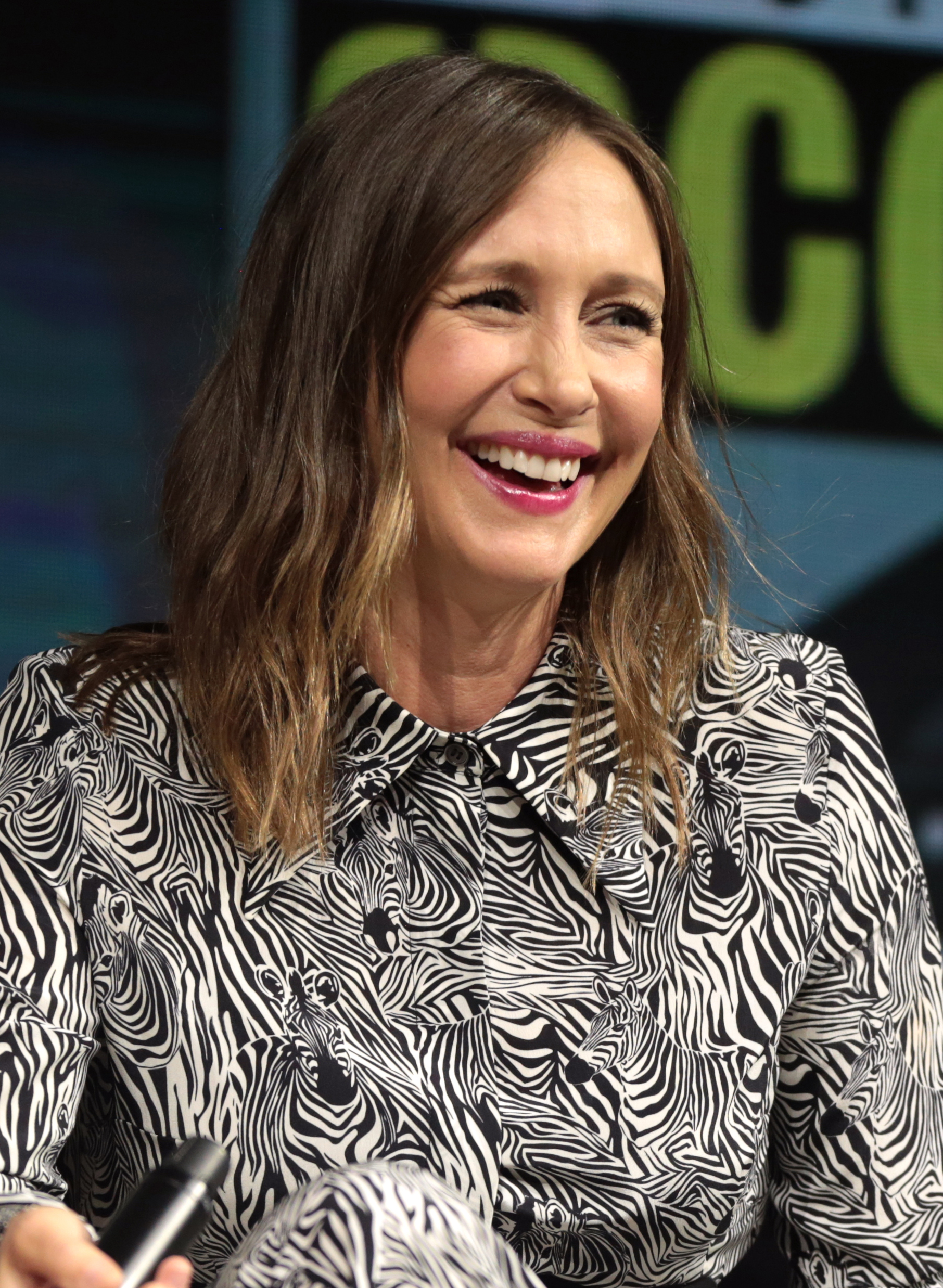
Vera Farmiga auf der San Diego Comic-Con International (2018)

Vera Ann Farmiga (* 6. August 1973 in Clifton, Passaic County, New Jersey) ist eine US-amerikanische Schauspielerin und Regisseurin.

## Leben und Karriere
Farmiga entstammt einer Familie von Immigranten aus der Ukrainischen SSR. Da sie mit ihren sechs Geschwistern in einer ukrainischen Gemeinde aufwuchs, erlernte sie die englische Sprache erst im Alter von sechs Jahren. In ihrer Jugend trat sie mit einer ukrainischen Folk-Gruppe auf. Zuerst besuchte sie eine ukrainische katholische Schule, dann studierte sie an der School of Visual and Performing Arts der Syracuse University.
Farmiga debütierte im Jahr 1996 in Broadway-Theaterstücken. Im Filmdrama Für das Leben eines Freundes (1998) spielte sie neben Vince Vaughn, Anne Heche und Joaquin Phoenix. In dem Filmdrama Es begann im September (2000) spielte sie die Rolle von Lisa Tyler, der Tochter von Will Keane, den Richard Gere spielte. Im Actionfilm 15 Minuten Ruhm (2001) trat sie neben Robert De Niro und Edward Burns auf. In dem Film Dummy spielte sie im Jahr 2002 eine Arbeitslosenberaterin, die den Außenseiter Steven betreut. Der Film wurde zumeist nur auf Filmfestivals gezeigt und auf DVD veröffentlicht.
Für ihre Hauptrolle in dem Filmdrama Down to the Bone (2004) gewann sie im Jahr 2004 einen Sonderpreis des Sundance Film Festivals und einen Preis beim Festival International du Film de Marrakech sowie 2005 den Los Angeles Film Critics Association Award. Sie wurde außerdem im Jahr 2005 für den Independent Spirit Award nominiert.
Ihre bisher größte Filmrolle, durch die sie auch größeren Bekanntheitsgrad erreichte, hatte sie in dem mit unter anderem vier Oscars ausgezeichneten Film Departed – Unter Feinden aus dem Jahr 2006, in dem sie an der Seite von Matt Damon und Leonardo DiCaprio spielte.
2009 spielte sie an der Seite von George Clooney in Up in the Air die Rolle der Geschäftsfrau Alex Goran, was ihr eine Oscar-Nominierung für die beste weibliche Nebenrolle einbrachte.
2011 gab sie ihr Regiedebüt mit dem Film Higher Ground, in dem sie selbst auch die Hauptrolle Corinne übernahm. Da in dem Film auch die Jugendjahre ihrer Figur gezeigt werden, suchte Farmiga nach einer jungen Schauspielerin, die ihr ähnlich sieht. Für diese Rolle gewann sie ihre jüngere Schwester Taissa, die in diesem Film ihr Schauspiel-Debüt gab.
2013 spielte sie in James Wans Horror-Thriller Film Conjuring – Die Heimsuchung die Rolle der Lorraine Warren. 2016 und 2021 war sie in den Fortsetzungen Conjuring 2 und Conjuring 3: Im Bann des Teufels wieder in dieser Rolle zu sehen. Von 2013 bis 2017 verkörperte sie die Hauptrolle der Norma Louise Bates in der auf dem Roman Psycho basierenden Fernsehserie Bates Motel.

## Privates
Farmiga war von 1997 bis 2005 mit dem Schauspieler Sebastian Roché verheiratet. 2008 heiratete sie Renn Hawkey. Im Januar 2009 brachte sie einen Sohn und im November 2010 eine Tochter zur Welt.

## Filmografie

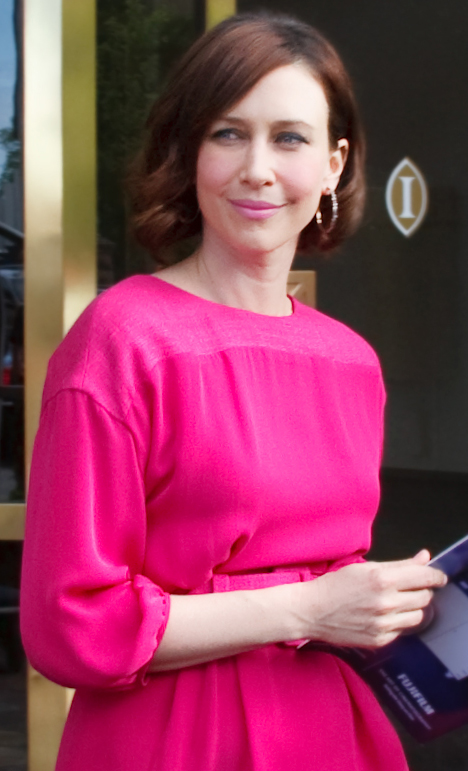
Farmiga beim Toronto International Film Festival (2009)

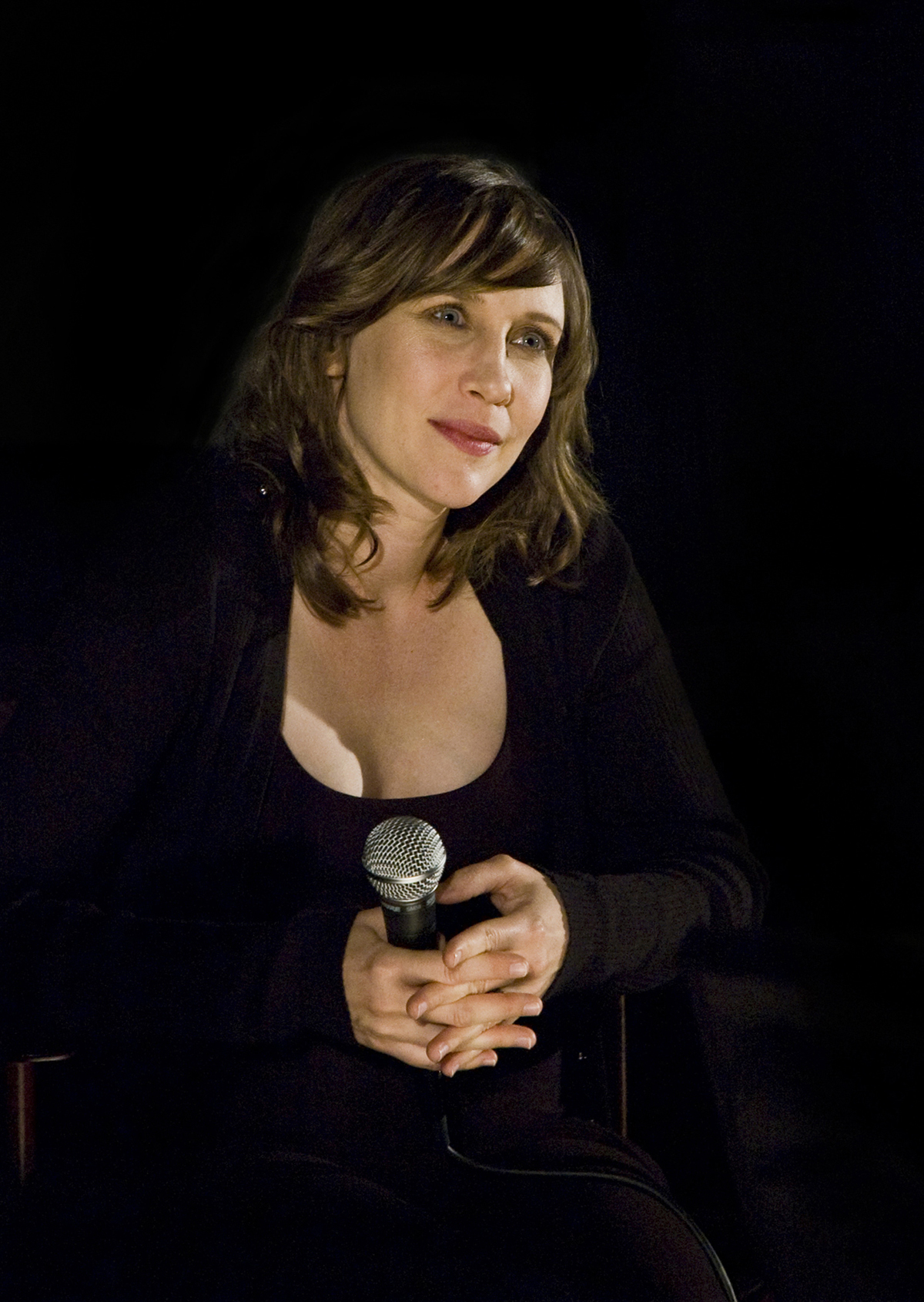
Farmiga bei einem Interview (2008)

- 1997: Rose Hill – Der Traum vom Wilden Westen (Fernsehfilm)
- 1997: Conor, der Kelte (Roar, Fernsehserie)
- 1998: Law & Order (Fernsehserie, Folge 8x12)
- 1998: The Butterfly Dance (Kurzfilm)
- 1998: Für das Leben eines Freundes (Return to Paradise)
- 1998: Trinity (Fernsehserie, Folge 1x4)
- 1999: Sein letzter Coup (The Opportunist)
- 2000: Es begann im September (Autumn in New York)
- 2001: 15 Minuten Ruhm (15 Minutes)
- 2001: Dust
- 2001: Snow White (Fernsehfilm)
- 2001–2002: UC: Undercover (Fernsehserie)
- 2002: Love in the Time of Money
- 2002: Dummy
- 2004: Down to the Bone
- 2004: Alice Paul – Der Weg ins Licht (Iron Jawed Angels)
- 2004: Mind the Gap
- 2004: FBI Serial Crime – Im Kopf des Killers (Touching Evil, Fernsehserie)
- 2004: Der Manchurian Kandidat (The Manchurian Candidate)
- 2005: Neverwas
- 2006: Running Scared
- 2006: Breaking and Entering – Einbruch & Diebstahl (Breaking and Entering)
- 2006: Departed – Unter Feinden (The Departed)
- 2006: The Hard Easy
- 2007: Never Forever
- 2007: Joshua – Der Erstgeborene (Joshua)
- 2008: Quid Pro Quo
- 2008: Das Lager – Wir gingen durch die Hölle (In Tranzit)
- 2008: Der Junge im gestreiften Pyjama (The Boy in the Striped Pyjamas)
- 2008: Nichts als die Wahrheit (Nothing But the Truth)
- 2009: Orphan – Das Waisenkind (Orphan)
- 2009: Up in the Air
- 2009: Der Engel mit den dunklen Flügeln
- 2010: Henry & Julie – Der Gangster und die Diva (Henry’s Crime)
- 2011: Higher Ground – Der Ruf nach Gott (Higher Ground)
- 2011: Source Code
- 2012: Goats
- 2012: Safe House
- 2013: Ein Tag in Middleton (At Middleton)
- 2013: Conjuring – Die Heimsuchung (The Conjuring)
- 2013–2017: Bates Motel (Fernsehserie, 50 Folgen)
- 2014: Näher am Mond (Closer to the Moon)
- 2014: Der Richter – Recht oder Ehre (The Judge)
- 2016: Special Correspondents
- 2016: Conjuring 2 (The Conjuring 2)
- 2016: Burn Your Maps
- 2016: The Escape (Kurzfilm)
- 2018: The Commuter
- 2018: Philip K. Dick’s Electric Dreams (Fernsehserie, Folge 1x10)
- 2018: Zwischenstation (Boundaries)
- 2018: Der Spitzenkandidat (The Front Runner)
- 2018: The Nun
- 2018: Skin
- 2019: Captive State
- 2019: Godzilla II: King of the Monsters
- 2019: When They See Us (Miniserie, 2 Folgen)
- 2019: Annabelle 3 (Annabelle Comes Home)
- 2021: Halston (Miniserie, Folge 1x3)
- 2021: Conjuring 3: Im Bann des Teufels (The Conjuring: The Devil Made Me Do It)
- 2021: The Many Saints of Newark
- 2021: Hawkeye (Miniserie, 6 Folgen)
- 2022: Memorial Hospital – Die Tage nach Hurrikan Katrina (Five Days at Memorial, Miniserie, 8 Folgen)
- 2023: Origin
- 2023: The Nun II
- 2023: Ezra – Eine Familiengeschichte (Ezra)

Als Produzentin
- 2014–2017: Bates Motel (Fernsehserie, 40 Folgen)
- 2017: Unspoken (Kurzfilm)

Als Regisseurin
- 2011: Higher Ground – Der Ruf nach Gott

## Auszeichnungen
British Independent Film Awards 2008
- Award in der Kategorie Beste Schauspielerin in Der Junge im gestreiften Pyjama

Saturn Award
- 2014: Auszeichnung als Beste Hauptdarstellerin in einer Fernsehserie in Bates Motel

Sundance Film Festival 2004
- Spezialpreis der Jury für ihre schauspielerische Leistung in Down to the Bone

Los Angeles Film Critics Association Awards 2004
- Award in der Kategorie Beste Darstellerin für ihre Leistung in Down to the Bone

Marrakech International Film Festival 2004
- Auszeichnung in der Kategorie Beste Darstellerin für ihre Leistung in Down to the Bone

Empire Awards 2007
- Nominierung in der Kategorie Beste Newcomerin für ihre Rolle in Departed – Unter Feinden

Darüber hinaus wurde Vera Farmiga zusammen mit dem restlichen Cast von Departed – Unter Feinden mit dem NBR Award für das beste Ensemble ausgezeichnet und für den Screen Actors Guild Award für Herausragende Leistung eines Ensembles nominiert.
Golden Globes
- 2010: Nominiert als beste Nebendarstellerin für Up in the Air

Oscar
- 2010: Nominiert als beste Nebendarstellerin für Up in the Air

Emmy
- 2013: Nominierung als Beste Hauptdarstellerin in einer Dramaserie in Bates Motel
- 2019: Nominierung als Beste Nebendarstellerin in einer Miniserie oder Fernsehfilm in When They See Us